# Mata Grande, Paso de Ovejas
Mata Grande är en ort i Mexiko.   Den ligger i kommunen Paso de Ovejas och delstaten Veracruz, i den sydöstra delen av landet, 290 km öster om huvudstaden Mexico City. Mata Grande ligger 41 meter över havet och antalet invånare är 345.
Terrängen runt Mata Grande är platt, och sluttar österut. Runt Mata Grande är det ganska tätbefolkat, med 96 invånare per kvadratkilometer. Närmaste större samhälle är Cabezas, 2,9 km norr om Mata Grande. Trakten runt Mata Grande består till största delen av jordbruksmark.